# حلوى قشر البرتقال
حلوى قشر البرتقال، معروفة في أستراليا باسم «أرزيني» وهي فاكهة مسكرة من نارنج والتي لديها قشر أكثر سمكًا عن باقي معظم فصائل البرتقال. وعلى غرار الفاكهة مسكرة، فهو يعد باستخدام قشر ثمرة البرتقال وقلبها. ويٌستخدم عادةً في الخبيز مثل خبز عيد الفصح أو مسروق وهو نوع من أنواع الخبز الألماني ويٌستخدم أيضَا في خبز أنواع عيش الفواكهة التقليدية في الكريسماس. في الالكتلة الشرقية حلوى قشر البرتقال أو الفاكهة المسكرة تُصنع من الجزر والطماطم الغير ناضجة. 

حلوى قشر البرتقال يحتوي تقريبًا على 65 ٪ من السكر من حيث الوزن.عندما تنتج على نطاق صناعي، يمكن أن تحتوي أيضا على آثار الملح كمادة حافظة، فضلًا عن حمض الستريك (E 330) كمنظم الحموضة.